# Steve Courtin
Stephen Edward "Steve" Courtin (Filadelfia, Pensilvania, 21 de septiembre de 1942-San Agustín, Florida, 6 de agosto de 2022) fue un jugador de baloncesto estadounidense que disputó una temporada en la NBA, además de jugar en la CBA. Con 1,85 metros de estatura, jugaba en la posición de base.

## Trayectoria deportiva

### Universidad
Jugó durante tres temporadas en los Hawks de la Universidad de St. Joseph's, en las que promedió 12,9 puntos y 4,3 rebotes por partido. En su última temporada fue incluido en el mejor quinteto de la Philadelphia Big 5, siendo galardonado además con el Trofeo Robert V. Geasey al mejor jugador de la conferencia, compartido con Wali Jones de la Universidad de Villanova.

### Profesional
Fue elegido en la vigésimo cuarta posición del Draft de la NBA de 1964 por Cincinnati Royals, pero fue traspasado a Baltimore Bullets, quienes lo descartaron antes del comienzo de la liga. Con la competición ya avanzada, fichó como agente libre por los Philadelphia 76ers, donde jugó 24 partidos en los que promedió 4,2 puntos.
Jugó posteriormente dos temporadas más en la CBA antes de retirarse definitivamente.

## Estadísticas de su carrera en la NBA

### Temporada regular
| Temporada | Edad | Equipo             | Liga | P  | TIT | MIN  | TC  | TCA | %TC  | 3P | 3PA | %3P | TL  | TLA | %TL  | R.OF. | R.DEF. | REB | ASIS | ROB | TAP | PER | FP  | PTS |
| 1964-65   | 22   | Philadelphia 76ers | NBA  | 24 |     | 13.2 | 1.8 | 4.3 | .408 |    |     |     | 0.7 | 0.9 | .810 |       |        | 0.9 | 0.9  |     |     |     | 1.8 | 4.2 |
| Total     |      |                    | NBA  | 24 |     | 13.2 | 1.8 | 4.3 | .408 |    |     |     | 0.7 | 0.9 | .810 |       |        | 0.9 | 0.9  |     |     |     | 1.8 | 4.2 |